# Patrick Dewez
Patrick Dewez est un auteur-compositeur- interprète belge né à Ougrée (Liège) le 9 avril 1958.

## Biographie
Dès l'âge de 18 ans, Patrick Dewez commence à écrire ses propres chansons et à se produire dans différents cabarets. En 1979, il sort son premier 45 tours et chante en première partie de Jean-Michel Caradec. Plus tard, il assurera également des premières parties de Pierre Rapsat et Maxime Le Forestier.
En 1982, son ami Jacques Lefèbvre lui propose de participer au Grand Prix de la Chanson Wallonne et lui écrit deux textes que Patrick met en musique. La finale a lieu à Mouscron et est retransmise en direct à la télévision belge. Patrick y obtient le Grand prix ainsi que le prix de la Presse. Dans la foulée, le centre de production de la RTBF Liège l’invite à enregistrer un nouveau 45 tours avec les deux chansons gagnantes. Cette même année, il sort un 45 tours: Les trottoirs de Manille, qui aborde le scandale du tourisme sexuel aux Philippines. Cette chanson obtient le Grand Prix de la Commission française de la culture de l'Agglomération de Bruxelles (qui fêtait ses 10 ans) ainsi que le Prix Spécial de la SABAM qui accompagne cette récompense.
Un an plus tard, la RTBF lui propose d’effectuer une prestation de 40 min au Théâtre de la Place à Liège, laquelle est retransmise en direct à la télé sur la première chaîne. Ce « face au public » se déroule dans le cadre du Grand Prix de la Chanson Wallonne pendant la délibération du Jury. Toujours en 1983, Patrick Dewez est un des 4 candidats belges au 20ième festival de Spa avec Maurane, Philippe Anciaux et Pierre Martin.
En 1985, il enregistre un nouveau 45 tours (Cinéma dans ta tête et Katy) et rencontre Philippe Lafontaine qui à l’époque n’a pas encore sorti Cœur de loup. Cette rencontre est déterminante pour Patrick dans la mesure où Philippe lui propose d’inclure ce nouveau disque dans son catalogue d’éditeur et d’en assurer lui-même la promotion au centre RTBF à Bruxelles ainsi qu’à RTL. Cette collaboration avec Philippe Lafontaine lui ouvre de nouvelles portes puisque jusque là, Patrick a surtout été programmé par le centre RTBF Liège et celui de Namur.
En 1988, il sort son premier album: Les eaux des fontaines. Certaines chansons comme Île, Babylone, Katy, Petite Star et Les eaux des fontaines sont désormais programmées par les différents centres RTBF et RTL, à la radio comme à la télé,,,,,,,.

S’il se produit principalement en Wallonie et à Bruxelles, ses chansons l’emmènent aussi à Paris, Lausanne et Marrakech.
En 1990, Patrick Dewez produit et réalise avec le dessinateur François Walthéry le conte musical (BD + CD) Natacha – Mambo à Buenos-Aires auquel participent entre autres Toots Thielemans, Charles Loos, Steve Houben, Jacques Stotzem, Stéphane Martini, Thierry Crommen, Georges Pradez (pour la narration) ainsi que le chanteur Renaud qui interprète une chanson de Patrick (Zénobe), qu'on retrouvera aussi sur son intégrale un peu plus tard. Cette chanson sera régulièrement programmée sur France Inter et le conte musical sera distribué en Belgique, en France, au Québec et en Suisse romande.
En 1995, il crée à Liège l’école de guitare Diapason. Même s’il se fait plus rare à partir des années 90, Patrick n’abandonnera jamais la chanson et enregistre en 2017 un CD entièrement acoustique intitulé Dix de der.

## Discographie
- 1979 : Feu les torrents (45 tours)
- 1981 : La route à contre vent (45 tours)
- 1982 : Si ti m’dihéve (Grand prix de la chanson Wallonne et prix de la Presse – 45 tours)
- 1982 : Les trottoirs de Manille (45 tours)
- 1985 : Cinéma dans ta tête (45 tours édité par Philippe Lafontaine)
- 1987 : Babylone (45 tours)
- 1988 : Les eaux des fontaines (33 tours)
- 1990 : Natacha – Mambo à Buenos-Aires (conte musical BD + CD)
- 2009 : Chansons dans un chapeau (CD)
- 2017 : Dix de der (CD)